# Phyllophila rufescens
Phyllophila rufescens är en fjärilsart som beskrevs av George Francis Hampson 1910. Phyllophila rufescens ingår i släktet Phyllophila och familjen nattflyn. Inga underarter finns listade i Catalogue of Life.